# .ne
.ne је највиши Интернет домен државних кодова (ccTLD) за Нигер.